# Encuadernación en espiral

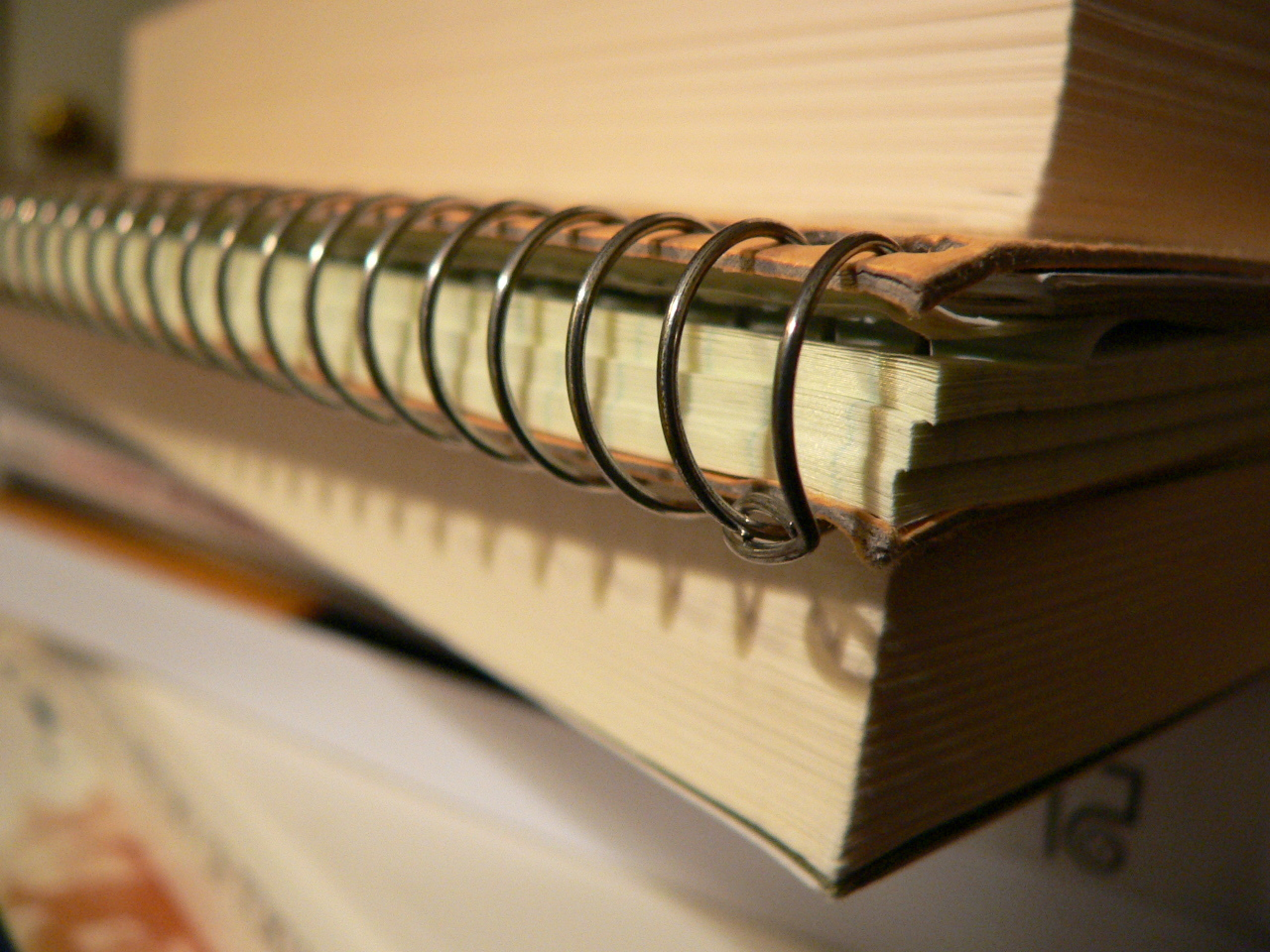
Encuadernación en espiral

La encuadernación de espiral o anillado es un método económico de encuadernación que consiste en colocar las hojas formando bloques, hacer una fila de agujeros en el lado del lomo y pasar un espiral de alambre o de plástico por estos orificios.
Se usa mucho en cuadernos y manuales de uso intenso pero breve. La forma más común de realizar los orificios es con una máquina perforadora, que realiza todos los orificios que irán en una misma página, de una sola vez. Estas perforadoras tienen medidas estándar para la separación entre los huecos, habiéndolas que los hacen circulares, otras los hacen cuadrados o rectangulares, y cada uno de los tipos de huecos lleva un espiral diferente. En todos los modelos se puede regular la separación de los orificios del borde de la hoja de papel, ya que cuantas más hojas tiene el libro que se va a encuadernar, los orificios deberán estar más separados del borde. 